# 昙华林
30°33′5.9″N 114°18′41.62″E / 30.551639°N 114.3115611°E
昙华林是中国湖北省武汉市武昌区的一条街道，于明朝洪武四年（公元1371年）武昌城扩建定型后逐渐形成，位于武昌古城北部，东西走向，东起中山路，西至得胜桥，介于花园山和螃蟹岬两山之间，全长1221.23米。街道两侧有戈甲营等支巷。

## 建筑
昙华林有众多武汉市优秀历史建筑：
- 花园山牧师楼，建于1937年，位于昙华林90号
- 瑞典教区旧址，建于1890年，位于武昌区昙华林92-108号
- 翁守谦故居，建于1895年前，位于武昌区昙华林75号
- 昙华林32号，建于1901年，位于武昌区昙华林32号

昙华林，有时也指以昙华林为中心的包括戈甲营、花园山等在内的一片老城区。在这一区域内，也有众多武汉市优秀历史建筑，例如： 嘉诺撒仁爱修女会礼拜堂、天主教鄂东代牧区主教公署、蔡广济旧宅、基督教崇真堂、仁济医院。

## 文学作品
昙华林多次出现在文学作品之中，例如：作家方方的小说《春天来到昙华林》。

## 相册

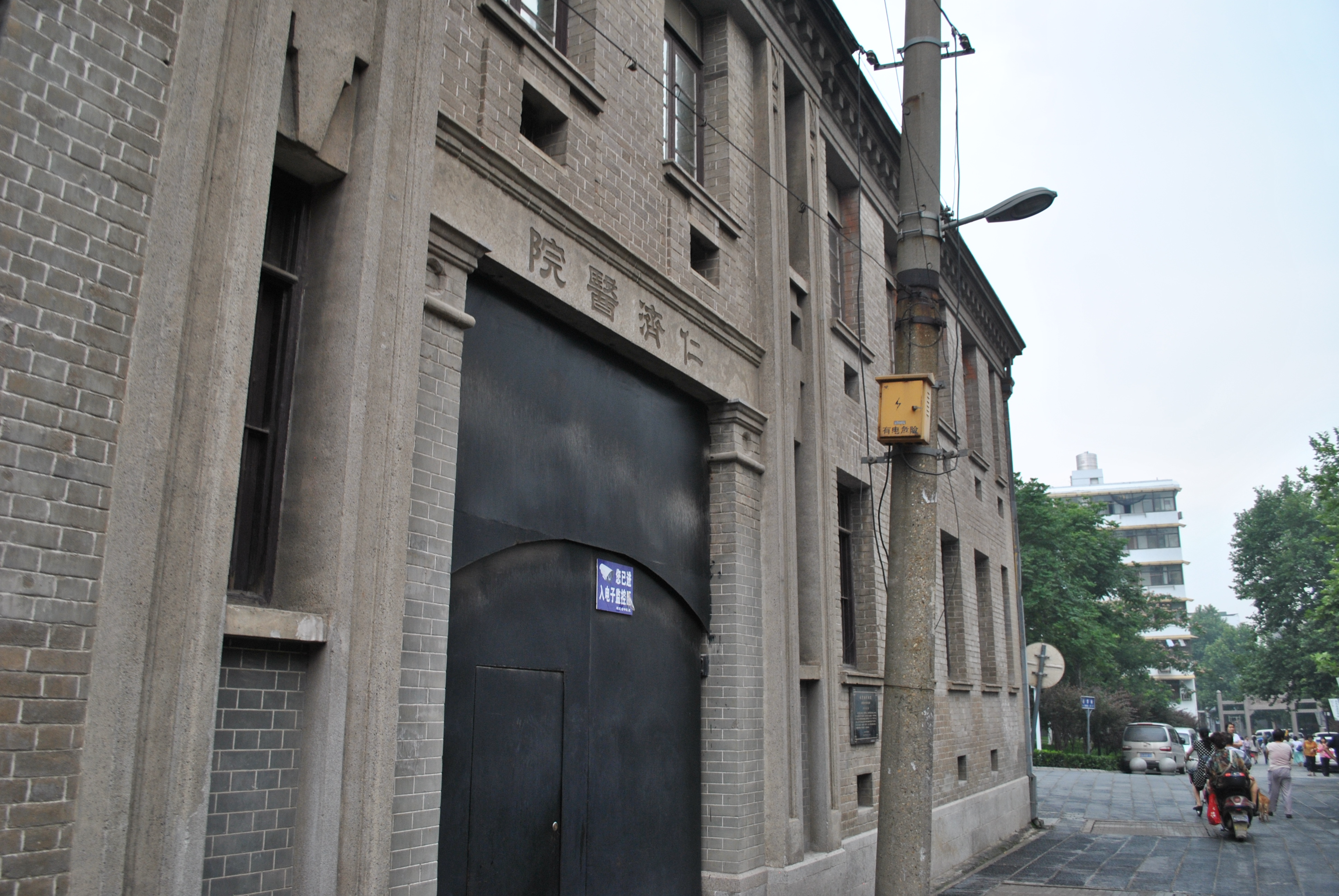
昙华林的仁济医院，曾经是湖北中医学院校址
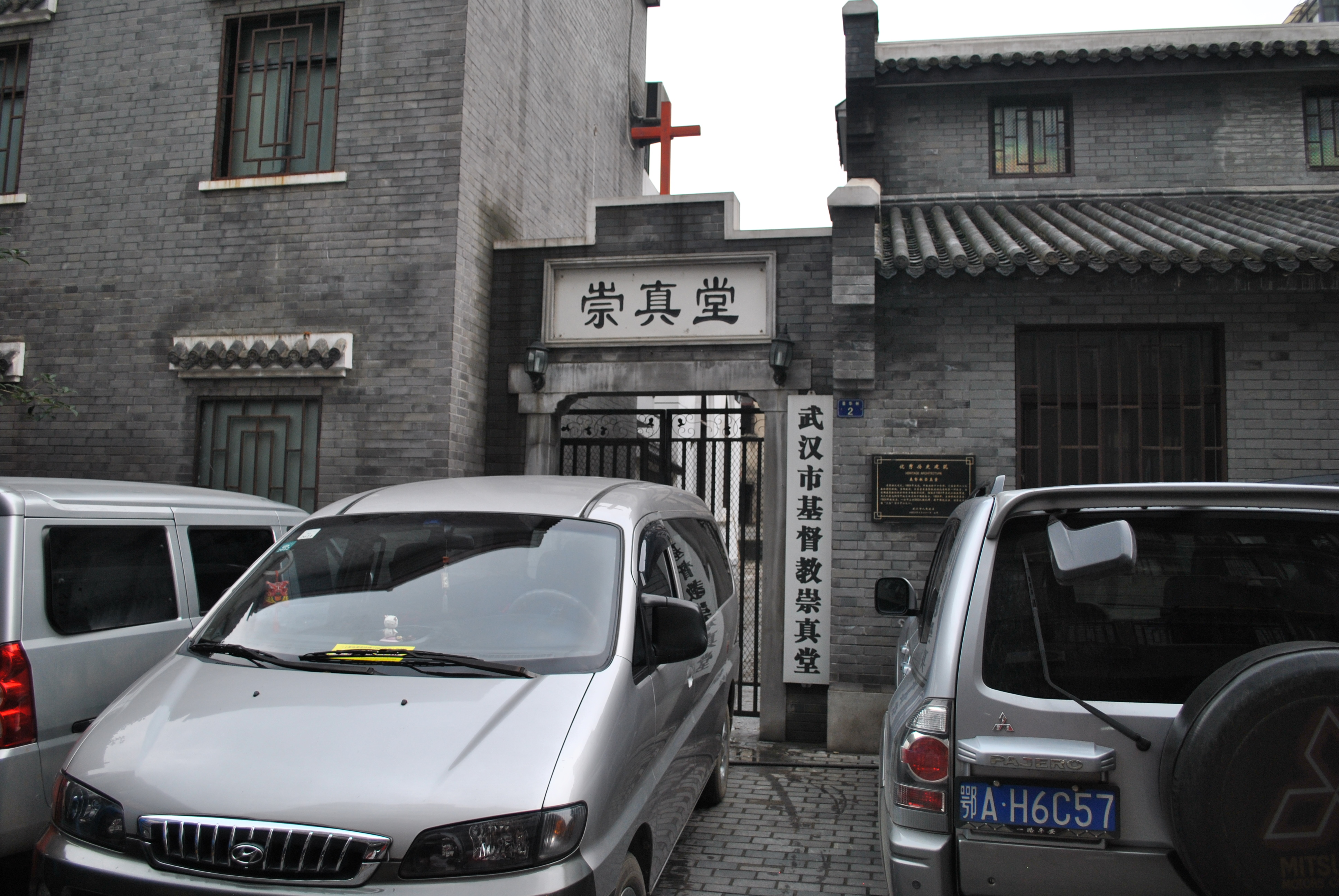
基督教崇真堂
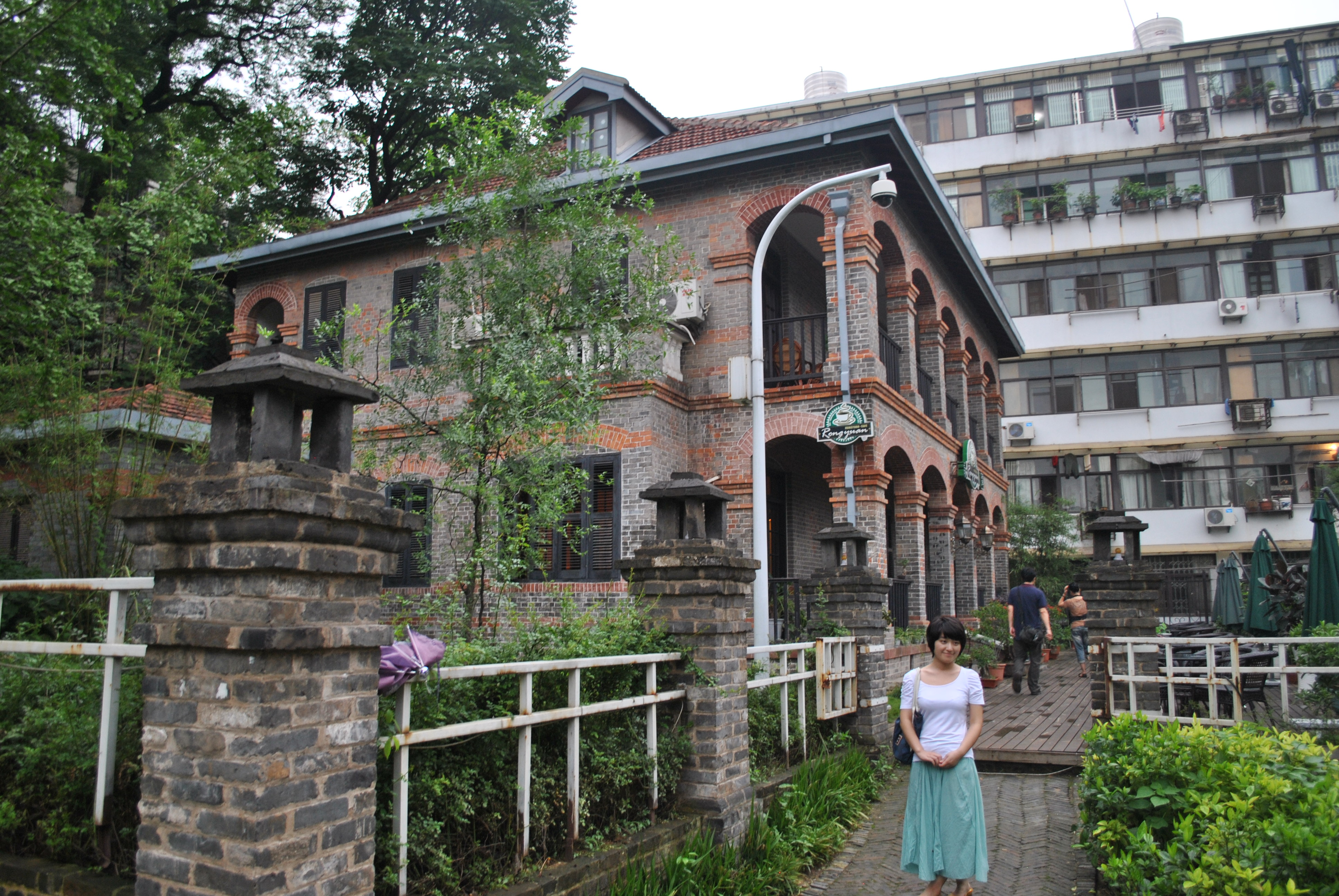
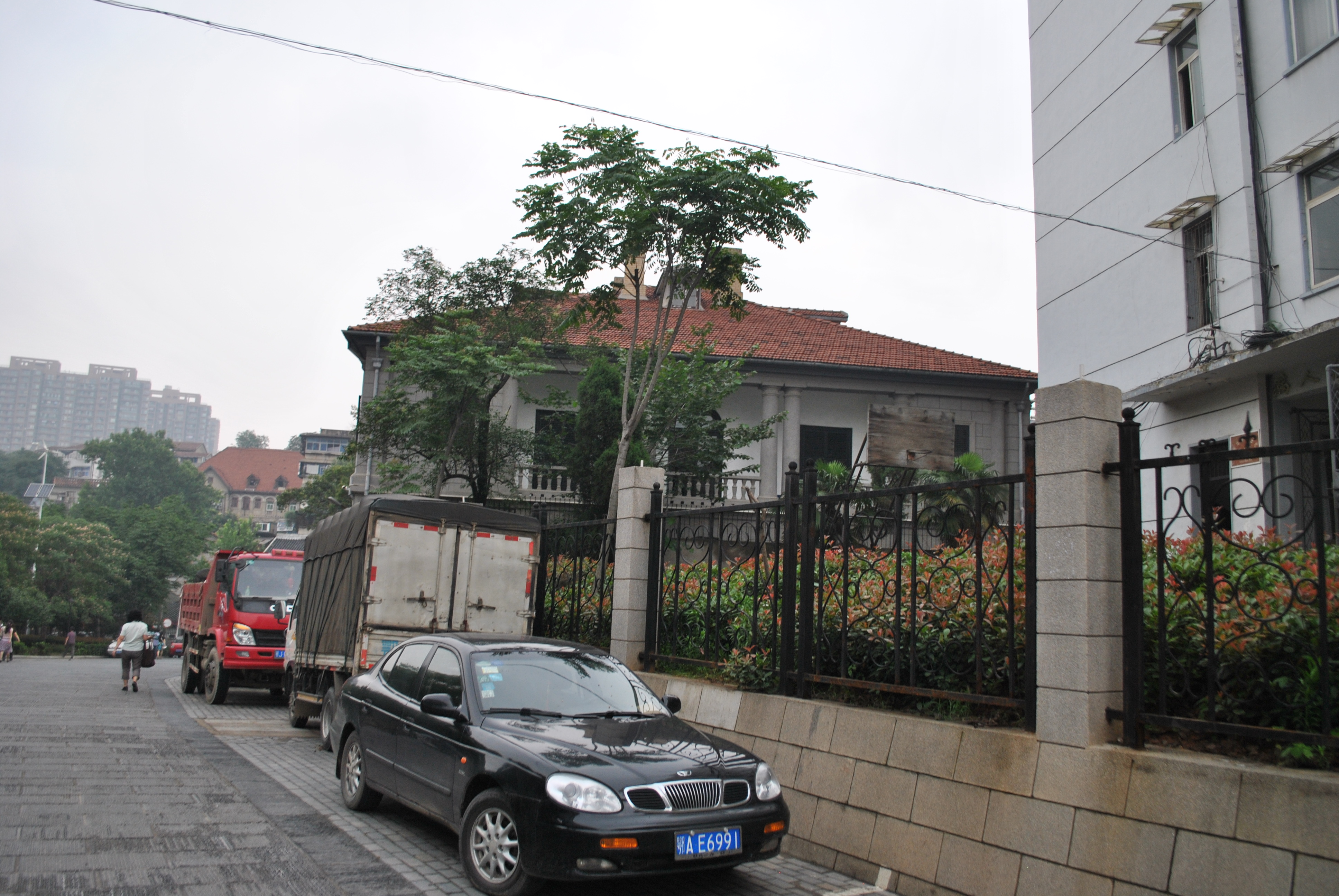
湖北中医学院原址，也是华中大学的原址
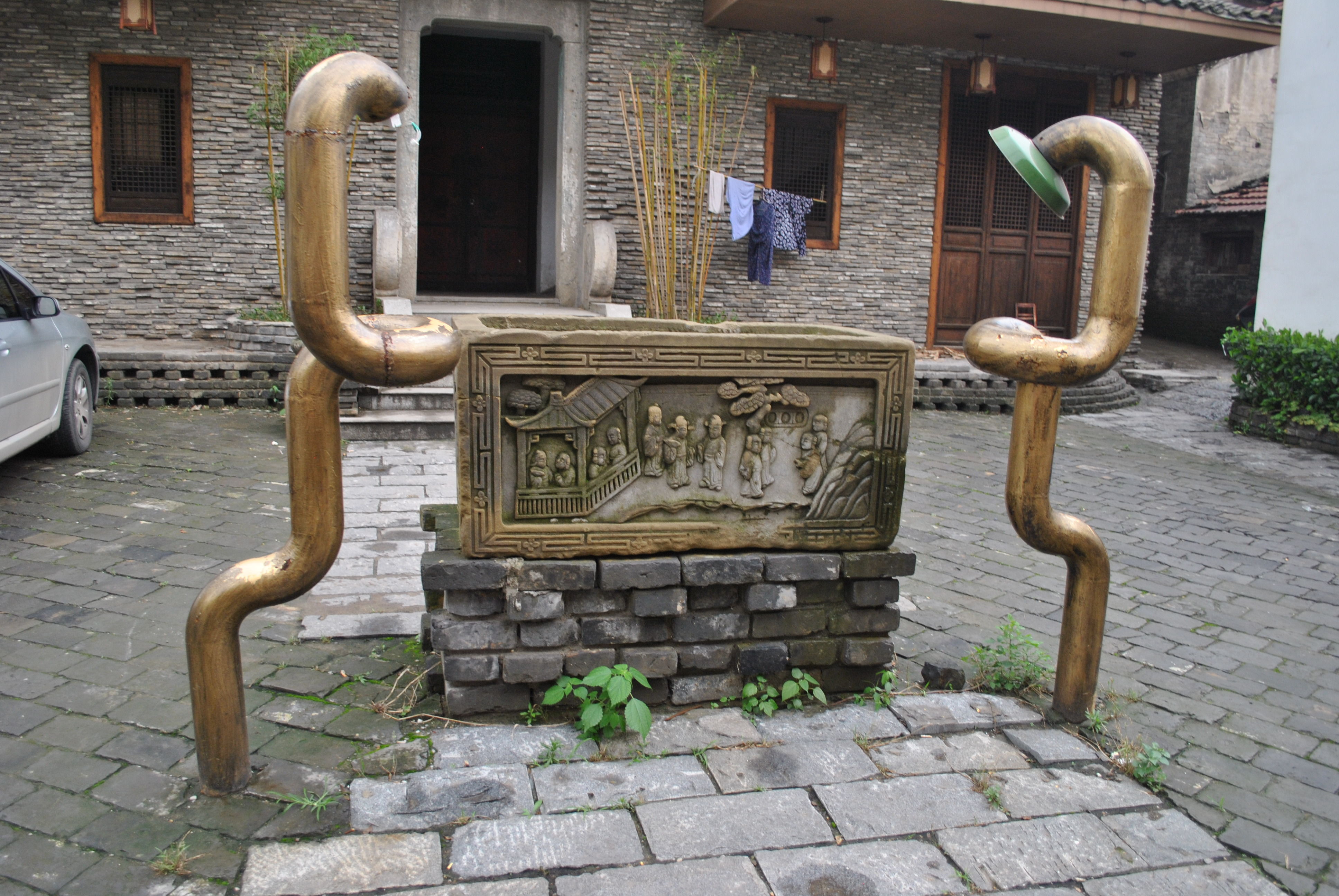
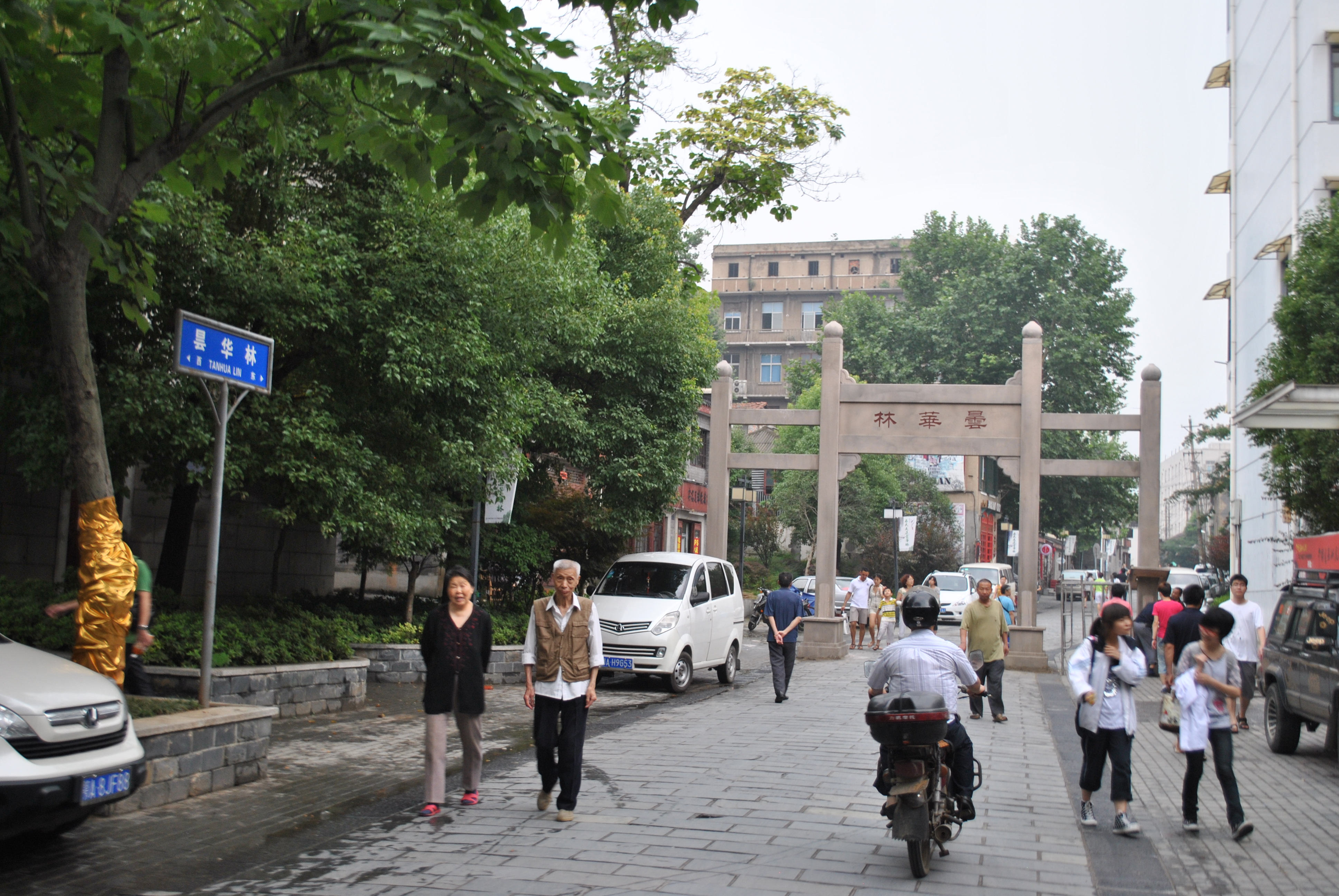